# Midvale (Idaho)
Midvale é uma cidade localizada no estado americano de Idaho, no Condado de Washington.

## Demografia
Segundo o censo americano de 2000, a sua população era de 176 habitantes.
Em 2006, foi estimada uma população de 184, um aumento de 8 (4.5%).

## Geografia
De acordo com o United States Census Bureau tem uma área de
0,9 km², dos quais 0,9 km² cobertos por terra e 0,0 km² cobertos por água. Midvale localiza-se a aproximadamente 775 m acima do nível do mar.

## Localidades na vizinhança
O diagrama seguinte representa as localidades num raio de 48 km ao redor de Midvale.